# ペンライト
ペンライト (penlight) は、ペン型の懐中電灯である。狭義には、本物のペンの大きさの、先だけが光るものを指すが、他にもさまざまな形態・方式のものがある。広義には、ライトスティック (lightstick) と呼ばれる、やや大型の、広い範囲が光る器具を含む。
小型軽量で携帯性に優れているため、機械設備や工事関係をはじめ、医療・福祉分野まで幅広く利用されている。

## 概要
電気を使うものは主にボタン型電池や単四形乾電池で点燈する。通常の懐中電灯同様、光源には電球を使うものが一般的だったが、近年はLEDを使うものも広く普及している。
他に、2液混合の化学式のものがある。これらは白色または有色で、数時間の使い捨てである。化学式のペンライト（ケミカルライト）は全てライトスティックに含まれる。サイリューム（商品名）の名でも知られるが、ペン型でないものもある。

## 用途
暗闇での警告灯、裸火を使わないキャンドルサービスなどに用いられるほか、暗所でのコンサートで歌手が歌唱中に観客が振るという使い方がある。近年では無線制御により舞台照明として利用できるライト（FreFlow）も登場している。

## 歴史

### コンサートにおいて
西城秀樹が1974年夏に大阪球場でコンサートを行った際、コンサート前日のラジオ番組で懐中電灯を持ってくるように呼びかけたところ多くの観客が持ってきたことから、この使用法が広まり、コンサートにおけるペンライトの起源となっている。
1974年11月、東京宝塚劇場で開催された宝塚歌劇団「さよなら 真帆志ぶきショー ザ・スター」の最後の曲「愛」を真帆志ぶきが歌った際、暗い客席にペンライトの灯が一斉にともり、その灯が静かに揺れ動いた。このペンライトは、真帆志ぶきから観客への贈り物であった。
その後、コンサート会場周辺でライトが売られるようになり、1980年代になると色セロハンを巻いた豆電球や、サイリュームが使用されるようになっている。
海外のコンサートでは、1983年にバルセロナのカンプ・ノウスタジアムで行われたフリオ・イグレシアスのスペイン凱旋公演において使用された例がある。この時は、9万人の聴衆がペンライトでイルミネーションをきらめかせる光景にフリオが思わず感動に声を詰まらせ、歌が途切れるという一幕があった。
アイドル歌手のコンサートにおいては、1986年にはすでにペンライトから化学式のケミカルライトへの移行が進んでいた。応援用途のLEDペンライトは、1996年6月に二輪車部品メーカーのやまと工業がコンサートやサッカーの応援に使えるよう、小型軽量で赤、オレンジ、黄色、緑、青の5色のバリエーションを持つ「チアライト」として商品化し、これがジャニーズ事務所で専用応援グッズとして採用された。この商品は1995年に発売した赤色LEDを使用した交通安全用具「ファンタジックライト」を改良したものだった。
ケミカルライトには「ウルトラオレンジ」と呼ばれる、稼働時間が短く強い光を放つタイプが存在する。これを2002年頃、複数のアーティストが出演するフェスにおいて推しのグループやアーティストが出演する際にファンが使い始めた。また、台湾や香港のフェス会場で使用されるケミカルライトは長く目立ったという。
2010年ごろになると、メンバーそれぞれにイメージカラーのある大人数グループが人気を集め、多彩な色への需要が大きくなったことがきっかけで観客が自前で用意して持ち込みというスタイルが広く浸透するようになる。また、この頃にはFreFlowなどの無線制御型のLED型ペンライトが開発され、2013年からは日本国内の音楽ライブで多く使用されるようになる。
近年ではサイリュームは破損時に化学薬品が漏れる可能性があるため、AKB48が2015年にケミカルライト（サイリューム）の持ち込みを禁止するなどの規制の動きもあって、2020年代現在はLEDタイプのペンライトが主流となっている。それに前後して様々な形状のLEDタイプのペンライトが売られるようになり、先端がハート型や手の形をしたものをはじめ、変わり種ではうちわ型やヘッドフォン型などが開発されている。

### スポーツにおいて
1964年東京オリンピック（関連）行事
1963年11月2日、国立競技場で、「オリンピック中央前年祭」が開催され、7万人が参加した。国立競技場の観客席では、観衆の持つペンライトの光が灯っていた。その様子は、1963年の1年間に朝日新聞等に掲載された写真を掲載した「朝日新聞報道写真集 1964」「特集・オリンピック準備すすむ」に掲載されている。
この「オリンピック中央前年祭」は、1963年11月2日、NHK総合で「オリンピック前年祭」というタイトルで生中継された。
その他のスポーツ大会での利用
1984年ロサンゼルスオリンピックでは観客にペンライトが配布され、閉会式で聖火の消灯後の演出として使用された。また、同年12月に蔵前国技館での興行最終日を迎えた大相撲秋場所の千秋楽では力士が土俵の前に整列し、観客とともに「蛍の光」を歌いながらペンライトを振ったほか、1985年8月のユニバーシアード神戸大会や1985年12月のバレーボールワールドカップの閉会式では蛍の光が演奏されるなか選手や観客がペンライトの光を揺らした。以上のエピソードから、ペンライトの光源に白熱球が使われていた1960年代から80年代、スポーツシーンにおいては応援ではなく主にセレモニーの演出としてキャンドルサービスの延長線上で利用されていたことがわかる。